# Elena Mauti Nunziata
Elena Mauti Nunziata (* 28. August 1946 in Palma Campania; † 22. Juli 2024 in Monte-Carlo) war eine italienische Opernsängerin (Sopran).

## Leben
Mauti Nunziata studierte am Conservatorio San Pietro a Majella bei Gina Cigna. Sie gewann in Palermo einen Gesangswettbewerb und debütierte am Teatro Massimo als Liu in Puccinis Turandot. Bekannt wurde sie mit Rollen aus Opern von Giuseppe Verdi, Ruggiero Leoncavallo und Gaetano Donizetti. In den 1970er Jahren trat sie am Teatro alla Scala in mehreren Opern von Puccini auf.
Mit Auftritten in Dallas debütierte sie 1973 in den USA, 1977 an der Metropolitan Opera New York, 1978 in Chicago, es gab von dort aus auch Vorstellungen in Argentinien und Venezuela. Nach ihrer Rückkehr nach Europa nahm sie u. a. bei den Festspielen von Verona und Aix-en-Provence teil und gastierte in den Opernhäusern von Hamburg, München und Wien.
Mauti Nunziata starb am 22. Juli 2024 im Alter von 77 Jahren in Monte-Carlo.